# Tempérament de Bach
 (mars 2022).
La mise en forme du texte ne suit pas les recommandations de Wikipédia : il faut le « wikifier ».
Les points d'amélioration suivants sont les cas les plus fréquents :
- Les titres sont pré-formatés par le logiciel. Ils ne sont ni en capitales, ni en gras.
- Le texte ne doit pas être écrit en capitales (les noms de famille non plus), ni en gras, ni en italique, ni en « petit »…
- Le gras n'est utilisé que pour surligner le titre de l'article dans l'introduction, une seule fois.
- L'italique est rarement utilisé : mots en langue étrangère, titres d'œuvres, noms de bateaux, etc.
- Les citations ne sont pas en italique mais en corps de texte normal. Elles sont entourées par des guillemets français : « et ».
- Les listes à puces sont à éviter, des paragraphes rédigés étant largement préférés. Les tableaux sont à réserver à la présentation de données structurées (résultats, etc.).
- Les appels de note de bas de page (petits chiffres en exposant, introduits par l'outil «  Source ») sont à placer entre la fin de phrase et le point final[comme ça].
- Les liens internes (vers d'autres articles de Wikipédia) sont à choisir avec parcimonie. Créez des liens vers des articles approfondissant le sujet. Les termes génériques sans rapport avec le sujet sont à éviter, ainsi que les répétitions de liens vers un même terme.
- Les liens externes sont à placer uniquement dans une section « Liens externes », à la fin de l'article. Ces liens sont à choisir avec parcimonie suivant les règles définies. Si un lien sert de source à l'article, son insertion dans le texte est à faire par les notes de bas de page.
- La présentation des références doit suivre les conventions bibliographiques. Il est recommandé d'utiliser les modèles {{Ouvrage}}, {{Chapitre}}, {{Article}}, {{Lien web}} et/ou {{Bibliographie}}. Le mode d'édition visuel peut mettre en forme automatiquement les références.
- Insérer une infobox (cadre d'informations à droite) n'est pas obligatoire pour parachever la mise en page.

Pour une aide détaillée, merci de consulter Aide:Wikification.
Si vous pensez que ces points ont été résolus, vous pouvez retirer ce bandeau et améliorer la mise en forme d'un autre article.
 (mars 2022).
Le tempérament de Bach est censé être la manière dont le compositeur Jean-Sébastien Bach lui-même devait accorder son clavicorde, pour l’interprétation entre autres de son chef-d'œuvre Le Clavier bien tempéré (1722 / 1740-1742).

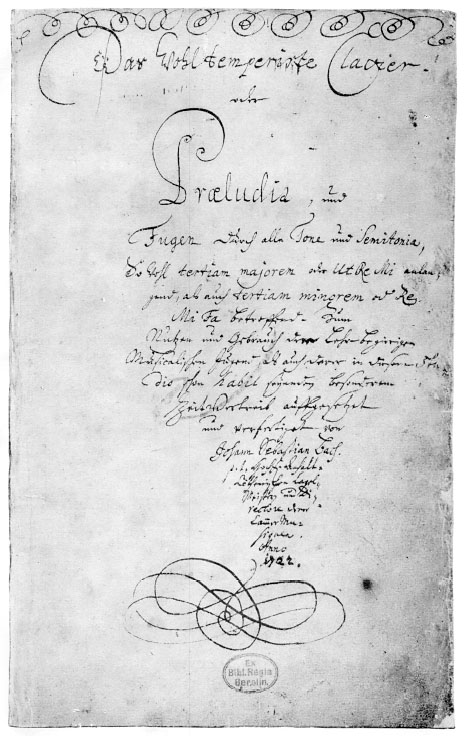

Il n'existe aucune certitude sur la façon dont ce tempérament était conçu, car Bach n'a laissé aucune instruction écrite sur la façon dont il accordait. Il était reconnu pour sa capacité à accorder son clavier avec rapidité et facilité, mais on ignore comment . Il faut garder présent à l'esprit que l'éducation musicale de Bach était basée sur le tempérament mésotonique, méthode d'accord de clavier dominante durant la période baroque (de 1600 à 1750 environ).

## Interprétations
La source probablement la plus ancienne est la publication en 1753 de Versuch über die wahre Art das Clavier zu spielen de Carl Philipp Emanuel Bach. Cet ouvrage décrit comment accorder les quintes légèrement différentes de la pureté, accompagnées d'un contrôle auditif des tierces majeures et mineures, et des accords complets, de sorte que l'on puisse jouer proprement dans les vingt-quatre tonalités. Il ressort clairement de la description qu'il s'agit d'un mode d'accord purement auditif, mais cette prescription n'est pas suffisamment concluante pour aboutir à une reconstitution univoque du tempérament prescrit.
Johann Philipp Kirnberger a publié en 1771 L'Art de l'écriture pure en musique. En tant qu'élève de Bach, il prétend suivre les enseignements de Bach. Cependant, cet ouvrage ne fournit pas non plus une certitude complète sur la manière dont Bach aurait accordé un clavier.
Friedrich Wilhelm Marpurg a publié en 1776 Versuch über die musikalische Temperatur. Il suggère que Bach aurait appliqué le tempérament égal (TE). Cette supposition a été largement reprise dans nombre de publications, mais la grande majorité des publications scientifiques dans ce domaine ne soutient plus cette hypothèse depuis Kelletat (1960). 
Johann Nikolaus Forkel a publié en 1802 Leben, Kunst und Kunstwerke de Über Johann Sebastian Bach. Forkel non plus, qui était de bons amis avec les fils de Bach et donc une importante source d'informations, n'indique pas exactement comment Bach accordait le clavier. Forkel savait par ses échanges de courrier avec Kirnberger que ce dernier n'était pas du tout d'accord avec son ancien élève Marpurg.
Robert Holford Macdowall Bosanquet (1876) doute de que Bach aurait pu appliquer le tempérament égal . 
Herbert Kelletat  (1960) fut probablement le premier à suggérer que le Kirnberger III aurait pu être le tempérament de Bach, ou tout autre tempérament similaire.
Sparschuh A., mathématicien, est le premier à proposer une hypothèse relative à la méthode d’accord de Bach en 1998, basée sur l’interprétation de la rangée de boucles qui décore la page de titre du Clavier bien tempéré. Son hypothèse conduisant à un diapason alternatif, est donc incertaine, et de fait, il proposa par la suite quelques autres alternatives.
Le claveciniste Bradley Lehman publia une hypothèse alternative en 2005, également basée sur l’interprétation de la rangée de boucles décoratives qui surplombe le titre Clavier bien tempéré. Ainsi, il a élaboré une autre procédure envisageable. Cette idée a également incité d'autres auteurs, tels que John O'Donnell et John Francis, à adopter leur propre interprétation des «boucles», aboutissant à des tempéraments alternatifs.
Le facteur de clavecin Emile Jobin a publié en 2005 une nouvelle vision dans laquelle deux tierces majeures sont pures et trois quintes très légèrement agrandies de manière peu conventionnelle (celles sur La bémol, Mi bémol et Si bémol). Cette configuration des quintes conduit à une très bonne correspondance des caractéristiques des quintes avec les caractéristiques des boucles correspondantes sur le graffiti de Bach.
La définition précise de l'accord de Bach reste encore floue.
La seule certitude concernant le Tempérament de Bach est devenue qu'il doit être « bien tempéré », et en tout cas, inégal.